# 本部町
本部町（日语：／ Motobu chō */?，琉球語：／ ）位於琉球列島沖繩群島沖繩島北部地區西側，包括了沖縄島的本部半島西部區域，以及瀨底島、水納島。為1975年舉辦沖繩國際海洋博覽會的地點。
過去因為與離島的往來都是以本部港為主，使得本部町一度繁榮，但現在與伊江島的渡船改駛本部新港，與伊是名島和伊平屋島的渡輪改駛今歸仁港，使得本部町稍為沒落。

## 地理

### 轄區
★表示在1947年至1971年間為舊上本部村之轄區
| - 石川★ - 伊豆味 - 伊野波 - 大堂 - 浦崎 - 大嘉陽 - 大濱 - 嘉津宇★ - 北里★ | - 具志堅★ - 健監 - 崎本部 - 新里★ - 謝花★（舊上本部村村公所所在地） - 瀨底（瀨底島和水納島） - 谷茶 - 渡久地 - 豐原★ | - 並里 - 野原 - 濱元 - 東 - 備瀨★ - 古島 - 邊名地 - 山川★ - 山里 |

## 歷史
| 時間     | 行政劃分 | 行政劃分 | 行政劃分 | 行政劃分 | 行政劃分 | 行政劃分 | 行政劃分 | 行政劃分 | 行政劃分 | 行政劃分 | 行政劃分 | 行政劃分 | 行政劃分 | 行政劃分 | 行政劃分 |
| 1890年代 | 本部間切 | 本部間切 |          |          |          |          |          |          |          |          |          |          |          |          |          |
| 1900年代 | 本部村   | 本部村   |          |          |          |          |          |          |          |          |          |          |          |          |          |
| 1910年代 | 本部村   | 本部村   |          |          |          |          |          |          |          |          |          |          |          |          |          |
| 1920年代 | 本部村   | 本部村   |          |          |          |          |          |          |          |          |          |          |          |          |          |
| 1930年代 | 本部町   | 本部町   |          |          |          |          |          |          |          |          |          |          |          |          |          |
| 1940年代 | 本部町   | 上本部村 |          |          |          |          |          |          |          |          |          |          |          |          |          |
| 1950年代 | 本部町   | 上本部村 |          |          |          |          |          |          |          |          |          |          |          |          |          |
| 1960年代 | 本部町   | 上本部村 |          |          |          |          |          |          |          |          |          |          |          |          |          |
| 1970年代 | 本部町   | 本部町   |          |          |          |          |          |          |          |          |          |          |          |          |          |
| 1980年代 | 本部町   | 本部町   |          |          |          |          |          |          |          |          |          |          |          |          |          |
| 1990年代 | 本部町   | 本部町   |          |          |          |          |          |          |          |          |          |          |          |          |          |
| 2000年代 | 本部町   | 本部町   |          |          |          |          |          |          |          |          |          |          |          |          |          |

- 1666年：今歸仁間切轄下的伊野波、瀨底、健堅、具志川、具志堅、備瀨、謝花、邊名地、崎本部、水無、嘉津宇分離新設立為伊野波間切。
- 1667年：伊野波間切改名為本部間切。
- 1896年4月1日：實施郡區制，為國頭郡轄下本部間切。
- 1908年4月1日：實施島嶼町村制，本部間切改設為本部村。
- 1940年12月10日：本部村改制為本部町。
- 1947年8月1日：本部町北部分割獨立成上本部村。
- 1971年11月1日：上本部村併入本部町。
- 1975年7月19日：沖繩國際海洋博覽會開幕。（－1976年1月）
- 1985年2月：連接沖繩島與瀨底島的瀨底大橋通車。

## 交通

### 道路
| 國道 - 國道449號（本部循環線） - 國道505號（本部循環線） 主要地方道 - 沖繩縣道84號名護本部線 | 一般縣道 - 沖繩縣道114號線 - 沖繩縣道115號線 - 沖繩縣道123號線 - 沖繩縣道172號瀨底健堅線 - 沖繩縣道219號渡久地港線 - 沖繩縣道244號渡久地山入端線 |

### 港口
- 水納港
- 渡久地港
- 濱崎港
- 瀨底港
- 本部港

## 觀光景點
- 國營沖繩記念公園
- 沖繩美麗海水族館
- 八重岳

## 沖繩國際海洋博覽會
沖繩國際海洋博覽會於1975年7月20日－1976年1月18日在日本沖繩縣國頭郡本部町舉行，共183天，主題為「海－充滿希望的未來」（The Sea We Want To See）。包含日本在內共有36個國家以及三個國際組織參加。總入場人次約349萬（原訂目標為450萬人）。
展裡期間，由神戶製鋼所在會場中建設了捷運系統（KRT）供入場者使用，為日本史上第一次建設使用的捷運系統。
博覽會建設並展示了未來的海洋城市人工島「aqua polis」，但是在博覽會結束之後並沒有繼續使用，直到2000年10月當作廢鐵賣給美國公司處分，於該年10月23日由拖船拖離原本地點，送往上海拆解。
博覽會期間，皇太子明仁親王（今上皇）、皇太子妃美智子（今上皇后）夫婦在前往姬百合之塔獻花時，曾發生左翼激進派份子投擲汽油彈事件。
展覽結束後，博覽會會場改設立「國營沖繩紀念公園」。

## 教育

### 高等學校
| - 沖繩縣立本部高學學校 （页面存档备份，存于） | - 八洲學園國際高等學校 （页面存档备份，存于） |

### 中學校
| - 本部町立本部中學校 - 本部町立上本部中學校 - 本部町立伊豆味小中學校 | - 本部町立瀨底小中學校（瀨底島） - 本部町立水納小中學校（水納島） |

### 小學校
| - 本部町立本部小學校 - 本部町立本部小學校健堅分校 - 本部町立崎本部小學校 | - 本部町立伊豆味小中學校 - 本部町立瀨底小中學校（瀨底島） - 本部町立水納小中學校（水納島） |

## 姊妹市・友好城市
- 南富良野町（北海道上川支廳空知郡）